# Dripetis
Dripetis (Drypetis, Δρυπῆτις o Δρυπετις) fou filla del rei Darios III de Pèrsia Codomà. Alexandre el Gran la va donar en matrimoni a Hefestió i ell mateix es va casar amb la seva germana Estatira (Barsine). Roxana va fer matar Dripetis i Barsine poc després de la mort d'Alexandre, amb la complicitat de Perdicas d'Orèstia.